# Zygmunt Chodorowski
Zygmunt Chodorowski (ur. 16 lutego 1938 w Święcianach, Litwa, zm. 4 października 2018) – polski profesor zwyczajny medycyny, specjalista chorób wewnętrznych, geriatrii oraz toksykologii klinicznej. Do 2008 roku był kierownikiem Katedry i Kliniki Chorób Wewnętrznych, Geriatrii i Toksykologii Klinicznej Akademii Medycznej w Gdańsku.

## Życiorys
W latach 1940-1946 był wraz z matką deportowany na Syberię. Po powrocie do kraju ukończył szkołę podstawową i średnią w Sierpcu. W 1955 roku rozpoczął studia na Wydziale Lekarskim Akademii Medycznej w Gdańsku (AMG) i ukończył je z wyróżnieniem w 1962 r. Po odbyciu stażu przeddyplomowego i podyplomowego pracował w latach 1963-1970 w II Klinice Chorób Wewnętrznych AMG. W 1968 r. obronił pracę doktorską pt. „Wartość diagnostyczna i prognostyczna próby angiotensynowej Kaplana – Silaha w nadciśnieniu tętniczym o różnej etiologii” (promotor – prof. dr hab.med. Jakub Penson). W 1967 r. i 1971 r. uzyskał I i II stopień specjalizacji z zakresu chorób wewnętrznych. W latach 1970–1990 pracował w Klinice Chorób Nerek Instytutu Chorób Wewnętrznych kolejno na stanowisku starszego asystenta, adiunkta i docenta. W 1980 r. przedstawił Radzie Wydziału AMG pracę habilitacyjną „Niektóre aspekty kliniczne i patofizjologiczne wielotorbielowatego zwyrodnienia nerek” i uzyskał jej aprobatę i zatwierdzenie. Powyższa praca została wyróżniona przez Ministra Zdrowia nagrodą naukową II º.
W 1990 r. po wygraniu konkursu, objął kierownictwo I Kliniki Chorób Wewnętrznych i Ostrych Zatruć AMG. Dwa lata później otrzymał stanowisko profesora nadzwyczajnego. Odtąd stale rozwijał wielokierunkową działalność organizacyjną i kontynuował działalność naukową i dydaktyczną. W 1993 r. uzyskał II º specjalizacji w/dz geriatrii, a w 1998 r. II º w/dz toksykologii klinicznej.
W latach 1996-2001 był Prezesem Gdańskiego Oddziału Towarzystwa Internistów Polskich, a w latach 1985-1998 pełnił funkcję konsultanta wojewódzkiego w dziedzinie chorób wewnętrznych na obszarze województwa elbląskiego, zaś w latach 1995-2002 konsultanta regionalnego w/dz geriatrii. 
Od 1999 r. jest Prezesem Sekcji Geriatrii Polskiego Towarzystwa Lekarskiego, a od 1998 r. zastępcą konsultanta krajowego i konsultantem regionalnym w/dz toksykologii klinicznej.
W latach 1995-1999 był członkiem Komitetu Redakcyjnego Gerontologii Polskiej, od 1996 r. jest członkiem Rady Naukowej Przeglądu Lekarskiego.
W 1997 r. został powołany na recenzenta brytyjskiego czasopisma geriatrycznego Age Ageing, a w 2000 r. na recenzenta Medical Science Monitor.
Łącznie otrzymał 11 rektorskich nagród indywidualnych i zespołowych. Opublikował jedną monografię (4 wydania - poszerzone, aktualizowane), 5 rozdziałów w podręcznikach akademickich i ponad 160 prac pełnotekstowych w czasopismach krajowych i zagranicznych. Zorganizował cztery ogólnopolskie zjazdy Polskiego Towarzystwa Gerontologicznego, Sekcji Geriatrii i Sekcji Toksykologii Klinicznej Polskiego Towarzystwa Lekarskiego. Odznaczony Złotym Krzyżem Zasługi (1985)
Był promotorem 4 prac doktorskich, recenzował 14 prac doktorskich, oceniał dorobek naukowy trzech kandydatów do tytułu profesora oraz na stanowisko profesora nadzwyczajnego i profesora zwyczajnego. W 2023 roku uzyskał tytuł profesora nauk medycznych.

## Osiągnięcia naukowe
- opracowanie pierwszego w historii nefrologii modelu do badania ciśnienia w świetle torbieli nerki wielotorbielowatej in vitro,
- ustalenie braku wpływu ilości przebytych porodów na przebieg historii naturalnej wielotorbielowatego zwyrodnienia nerek,
- priorytetowe opublikowanie w literaturze ujawnionych zaburzeń słuchu o charakterze dźwiękoodbiorczym u chorych z wielotorbielowatym zwyrodnieniem nerek,
- ustalenie braku wpływu używania statyn lub fibratów i równoczesnego spożywania gąski zielonej na aktywność enzymów mięśni szkieletowych (pierwsze doniesienie w piśmiennictwie),
- opis kilku unikalnych przypadków zaburzeń metabolicznych w światowej literaturze medycznej,
- opracowanie nowatorskiej koncepcji badań endokrynnych komórek macierzystych trzustki u chorych na cukrzycę typu 2,
- opracowanie hipotezy etapowej progresji miażdżycy.